# ایوان ولاسکو
ایوان ولاسکو (انگلیسی: Iván Velasco؛ زادهٔ ۷ فوریهٔ ۱۹۸۰) دوچرخه‌سوار اهل اسپانیا است. وی در مسابقات تور دو فرانس و جیرو دیتالیا شرکت کرده است.